# USS LST-1104
O USS LST-1104 foi um navio de guerra norte-americano da classe LST que operou durante a Segunda Guerra Mundial.